# Fraternités laïques dominicaines
 (septembre 2024).

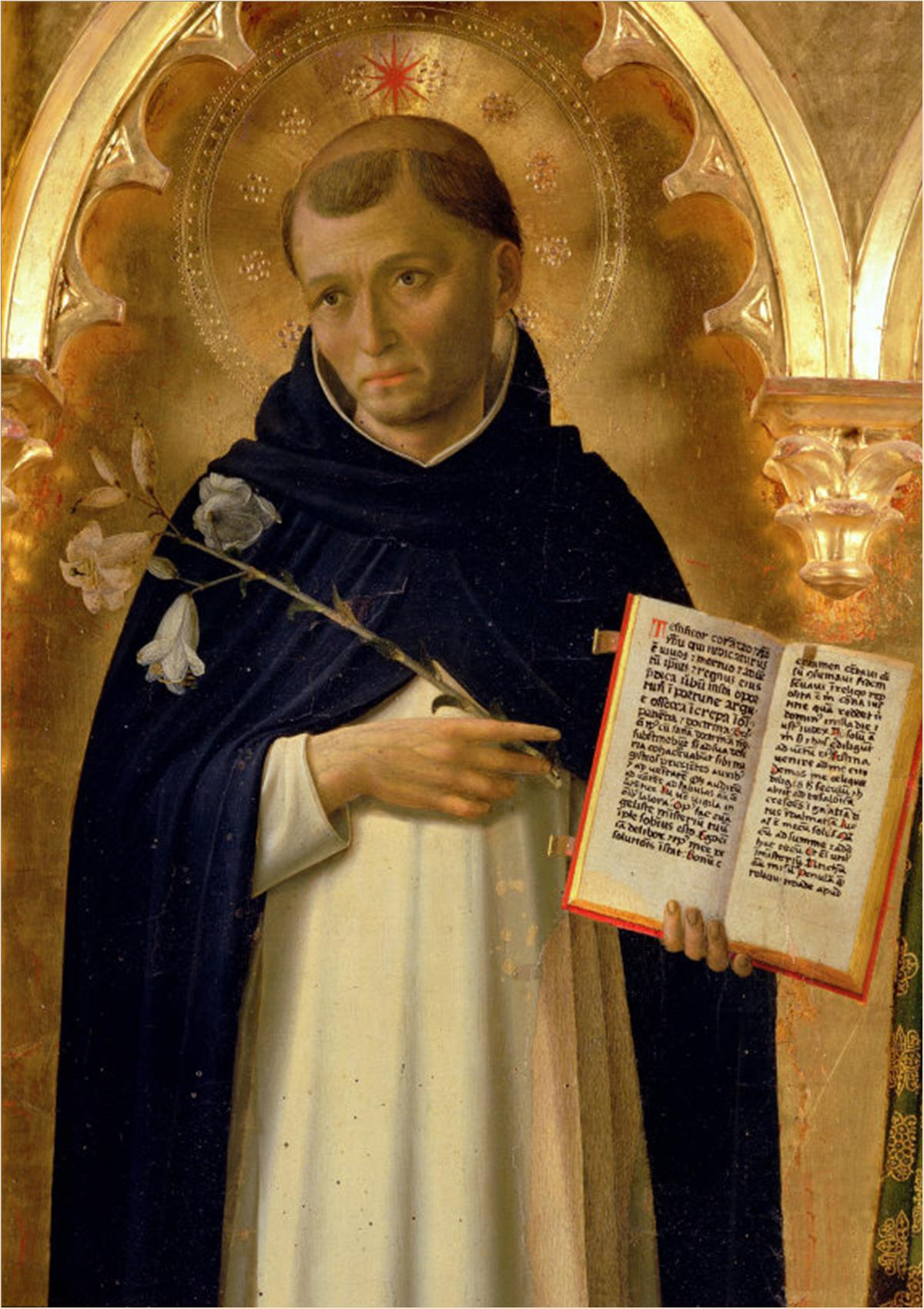
Saint Dominique de Guzmán.

Le Tiers-Ordre dominicain, ou Fraternités laïques dominicaines, regroupe un ensemble de laïcs qui désirent suivre la spiritualité dominicaine tout en restant laïcs.

## Histoire
Dès l'origine, saint Dominique fut entouré dans sa prédication par de nombreux laïcs désireux de suivre son idéal de vie. Cependant, contrairement à la croyance populaire, ce ne fut pas lui qui fonda les fraternités en tant que part officielle de l'ordre des Prêcheurs. À sa suite, les laïcs commencèrent à se regrouper en confréries, milices et pénitents, encouragés en cela par l'Église de qui ils se faisaient alors les gardiens, prêts à prendre les armes si besoin était (le contexte était alors celui de la guerre de religion opposant en France les catholiques aux cathares).

### La règle du Tiers-Ordre
Ce ne fut qu'en 1285 qu'une règle fut promulguée par le Maître de l'ordre Dominicain de l'époque, Muño de Zamora, remaniement d'une règle émise par la papauté en 1221 pour encadrer les différents groupes de laïques très actifs qui commencent alors à inquiéter l'Église. Cette règle de vie ne sera toutefois confirmée par la papauté qu'en 1405, sous l'influence de Raymond de Capoue, alors confesseur de Catherine de Sienne. Cette règle en vingt-deux points définissait tout un ensemble d'obligations et de pratiques à respecter. Elle avait alors pour objectif de permettre aux laïcs de se rapprocher de l'idéal de vie monastique, une vie détachée du monde considéré comme mauvais. Lorsqu'en 1789 la révolution chassa les dominicains de leurs couvents, les laïcs furent les gardiens de la présence dominicaine en France. Ce ne fut qu'en 1923, six siècles plus tard, que la règle de vie subit une première modification pour l'adapter aux exigences de la société moderne. Dès lors, elle connut rapidement trois autres remaniements, en 1964, 1972 et 1985. C'est cette dernière règle, votée lors du chapitre de Montréal, qui est aujourd'hui suivie dans les fraternités laïques dominicaines.

### Esprit
La mission du Tiers-Ordre est d'engager les laïcs à  aider à la réforme de la discipline de l'Église[pas clair]. Son but initial était la prédication de la pénitence ; mais sous les influences dominicaines, il s'est penché sur l'aspect intellectuel de la foi et a fondé son message au monde sur l'exposition du Credo ; il s'agissait de réformer la discipline de l'Église par la connaissance plus répandue des mystères de la foi. Il a également aidé à défendre l'Église et à développer la communion de prière. L'idéal médiéval du corps mystique du Christ qui a captivé tous les esprits spirituels implique une harmonie de prière. Pour atteindre ce but, les ordres contemplatifs et monastiques ont été commencés[pas clair]; et le Tiers-Ordre de saint Dominique s'efforce de relier les âmes pieuses à cette grande foule de religieux.

### Laïcs dominicains célèbres

#### Avant 1800
- Catherine de Sienne (1347-1380), docteur de l'Église.
- Rose de Lima (1586-1617), première sainte du Nouveau Monde.
- Marie Lumague (1599-1657), fondatrice des Filles de la Providence avec saint Vincent de Paul.
- Benoîte Rencurel (1647-1718), voyante de Notre-Dame du Laus.
- José Campeche (en) (1705-1809, Porto Rico), peintre.

#### Depuis 1800
- Manuel Belgrano (1770-1820, Argentine), héros de l'indépendance, auteur du drapeau argentin.
- Martín Miguel de Güemes (1785-1821, Argentine), héros militaire de l'indépendance.
- José Bernardo Alcedo Retuerto (es) (1798-1878, Pérou), auteur de l'hymne national péruvien.
- Claudius Lavergne (1815-1887, France), peintre, commandeur de l'ordre de Saint-Grégoire-le-Grand, membre de la confrérie Saint-Jean.
- Félix Villé (1819-1907, France), peintre, membre de la confrérie Saint-Jean.
- Émile Keller (1828-1909, France), député, fondateur des cercles catholiques d'ouvriers et promoteur de la construction du Sacré-Cœur de Montmartre devant l'Assemblée nationale.
- Mélanie Calvat (1831-1903, France), l'une des voyantes de Notre-Dame de la Salette.
- Marguerite de Blic (1833-1921, France), initiatrice du premier pèlerinage national de France à Lourdes en 1872.
- Bartolo Longo (1841-1926, Italie), fondateur du sanctuaire de Notre-Dame du Rosaire à Pompéi, déclaré Bienheureux en 1980.
- Sophie-Charlotte en Bavière (1847-1897, France), duchesse d'Alençon.
- Luisa Piccarreta (1865-1947, Italie), également connue sous le nom de « Petite Fille de la Divine Volonté », auteur et mystique italienne dont le procès de canonisation en tant que sainte de l'Église catholique est en cours.
- Anne-Marie Chassaigne, dite Liane de Pougy (1869-1950, France), danseuse et courtisane.
- Maurice Denis (1870-1943, France), peintre, membre de la confrérie Saint-Jean.
- Carlos Saavedra Lamas (1878-1959, Argentine), prix Nobel de la paix en 1936.
- Ernest Psichari (1883–1914, France), écrivain, petit-fils d’Ernest Renan.
- Eric Gill (1882-1940, Grande-Bretagne), graphiste et sculpteur.
- Catherine Abrikossova (1882-1936), fondatrice d'une communauté de tertiaires dominicaines à Saint-Péterbourg en Russie.
- Bernardo Alberto Houssay (1887-1971, Argentine), prix Nobel de médecine en 1947.[réf. nécessaire]
- Sigrid Undset (1889-1949, Norvège), prix Nobel de littérature en 1928.
- Pier Giorgio Frassati (1901-1925, Italie), déclaré Bienheureux en 1990.
- Giorgio La Pira (1904-1977, Italie), maire de Florence.
- Aldo Moro (1916-1978, Italie), homme d'État.[réf. nécessaire]

## Les fraternités laïques dominicaines de nos jours
Les fraternités laïques dominicaines sont présentes dans les différents pays d'implantation dominicaine, mais aussi dans d'autres pays.
Pour la France, la province de Toulouse regroupe 26 fraternités regroupant environ 300 laïcs dominicains.  
- Au Viêt Nam, 85 000 membres répartis dans 14 diocèses.
- Présence d'une fraternité de détenus dans la  prison de Norfolk (en) (en) dans le Massachusetts aux États-Unis, mise en place par sœur Ruth Raichle[2]. C'est le seul chapitre dominicain qui existe dans une prison[3].